# نیکولووو (استان خاسکوو)
نیکولووو (به بلغاری: Nikolovo) یک منطقهٔ مسکونی در بلغارستان است که در شهرستان هاسکوفو واقع شده‌است.